# Bogdan Kostrzewski
Bogdan Kostrzewski (ur. 2 lipca 1915 w Poznaniu, zm. 12 kwietnia 1971 tamże) – docent, doktor, polski archeolog, muzeolog, długoletni dyrektor Muzeum Archeologicznego w Poznaniu, prowadził wykopaliska w Gieczu. Był synem prof. dr. Józefa Kostrzewskiego.

## Życiorys

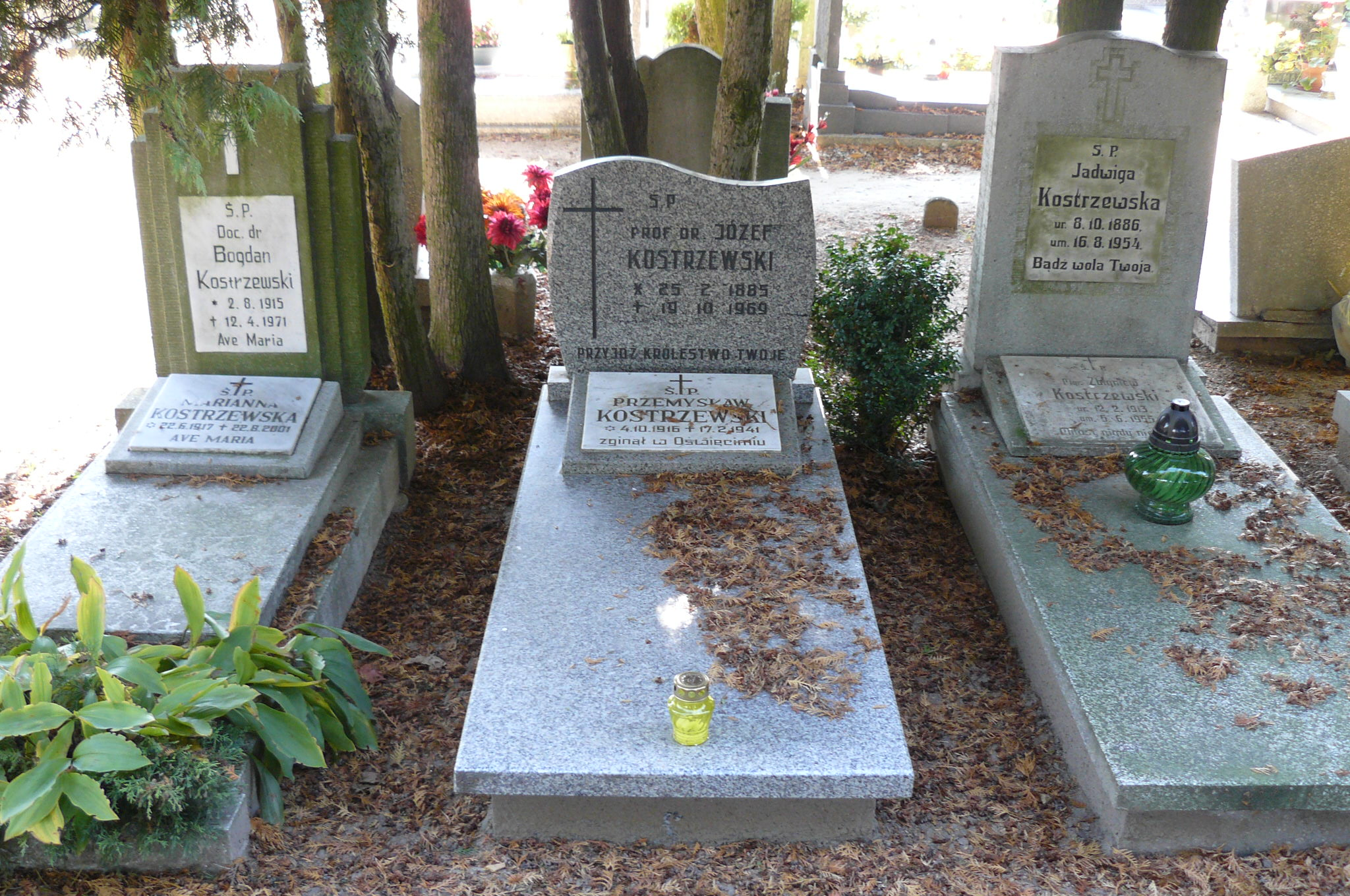
Grób Bogdana Kostrzewskiego, jego żony i rodziców na cmentarzu smochowickim w Poznaniu

Urodził się w rodzinie Józefa Władysława, archeologa, i Jadwigi z Wróblewskich (1886–1954). Miał braci: Zbigniewa (1913–1955) i Przemysława (1916–1941 w Auschwitz) i siostrę Marię (ur. 1924). Po ukończeniu szkoły podstawowej uczęszczał do Gimnazjum im. Karola Marcinkowskiego w Poznaniu. Po zdaniu w 1935 matury zapisał się na Wydział Prawa przy Uniwersytecie Poznańskim, ale już roku akademickim 1936/1937 podjął studia na Wydziale Humanistycznym z prehistorią jako głównym przedmiotem. W czasie studiów odbył praktykę wykopaliskową na słynnym grodzisku kultury łużyckiej w Biskupinie i brał udział w badaniach stołecznego grodu w Gnieźnie. Następnie podjął pracę w charakterze wolontariusza w Dziale Prehistorycznym Muzeum Wielkopolskiego w Poznaniu. Studia przerwał mu wybuch II wojny światowej.
W 1945 wraz z ojcem przystąpili do odbudowy ośrodka archeologicznego, który zniszczyli okupanci. Ukończył przerwane studia i w listopadzie 1945 uzyskał na Uniwersytecie Poznańskim stopień magistra filozofii z zakresu prehistorii. W maju 1945 z mianowano go młodszym asystentem przy Katedrze Prehistorii Uniwersytetu Poznańskiego, od grudnia 1945 podjął pracę w Muzeum Archeologicznym w Poznaniu w charakterze kustosza, później wicedyrektora, a od 1 września 1958 dyrektora, którą to funkcję sprawował do 31 maja 1968, do czasu, kiedy stan jego zdrowia nie zezwolił na jej dalsze pełnienie. W Muzeum Archeologicznym pracował nadal na stanowisku kustosza i kierownika Rezerwatu Archeologicznego w Gieczu.
W lipcu 1942 ożenił się z Marianną Wittówną (1917–2001), z którą miał dwoje dzieci: Jacka (ur. 1943) i Jolantę (ur. 1948). Zmarł w Poznaniu, pochowany obok rodziców na cmentarzu parafialnym na Smochowicach.